# Beli Orao
Beli Orao (en español Águila Blanca) fue un yate real construido en 1938-1939 para la Marina Real Yugoslava, que tenía la intención de que sirviera como patrullero, escolta o barco de guardia en tiempos de guerra. Al finalizar su construcción, fue puesta en servicio como el yate del almirantazgo, utilizado por los almirantes superiores para el transporte y para revisar los ejercicios de la flota. Fue capturado en abril de 1941 por los italianos durante la invasión del Eje a Yugoslavia durante la Segunda Guerra Mundial. La Regia Marina (Marina Real Italiana) reemplazó sus armas y la utilizó como cañonero para la protección del puerto y las tareas de escolta costera, brevemente con el nombre de Alba y luego como Zagabria. Luego fue utilizado para entrenar especialistas en guerra antisubmarina desde la base naval de La Spezia. 
Después del armisticio italiano con los aliados en septiembre de 1943, escapó de la captura de los alemanes y fue devuelto a la Marina Real Yugoslava en el exilio en diciembre de ese año. Reacondicionado, y bajo su nombre original de Beli Orao se convirtió en un buque de abasto para una flotilla de lanchas de motor que habían sido prestadas a la Marina Real Yugoslava en el exilio por la Marina Real Británica. En este cargo, operó desde la Colonia de la Corona Británica de Malta, y en el Mar Tirreno frente a la costa occidental de Italia, y más tarde en el Mar Adriático frente a la costa yugoslava. Después de la guerra permaneció en manos yugoslavas bajo los nombres de Biokovo y luego Jadranka, sirviendo como yate naval y como yate presidencial para el presidente de Yugoslavia Josip Broz Tito, y también como barco de despacho. En 1978 todavía estaba en servicio como yate, pero fue desguazado poco después.

## Antecedentes, descripción y construcción
Beli Orao fue ordenado mediante un pedido a Cantieri Riuniti dell'Adriatico (CRDA) en Trieste, Italia en 1938, originalmente diseñado como un barco de guardia para la Guardia Financiera Yugoslava. Durante su construcción, los planes fueron variados en reiteradas oportunidades por el gobierno yugoslavo, por lo que se completó como un yate real para uso del príncipe regente Pablo durante tiempos de paz. En tiempos de guerra, iba a ser utilizado como patrullero, escolta, o nave de guardia. El diseño final le dio la apariencia de un yate a motor o un barco de pasajeros rápido.
Las fuentes varían sobre su longitud total, informan tanto 60,45 metros (198' 329/32") como 65 metros (213' 3,10"). Tenía una longitud entre perpendiculares de 60,08 m (197' 12/5"), una manga de 7,95 m (26' 1") o 8,08 m (26' 6,10"), y un calado de 2,8 m (9' 21/5") o 2,84 m (9' 34/5"). Tenía un desplazamiento estándar de 567 toneladas (558 LT), y desplazó alrededor de 660 t (650 LT) a plena carga. Estaba propulsado por dos motores diésel CRDA-Sulzer que accionaban dos hélices. Las fuentes varían según la potencia de sus motores. All the World's Fighting Ships de Conway, 1922-1946 afirma que generaron 1900 caballos de fuerza de frenado (1400 kW), pero el historiador naval Zvonimir Freivogel da una producción más alta de 2200 caballos (2230,5 CV). Los motores fueron diseñados para conducirlo a una velocidad de crucero de 17 nudos (31 km/h; 20 mph) y una velocidad máxima de 18,5 kn (34,3 km/h; 21,3 mph). Se desconoce el tamaño de su tripulación. Para el servicio en tiempo de guerra, debía estar armado con dos cañones antiaéreos de 40 milímetros (1,6 plg), y dos ametralladoras de 15 mm (0,59 pulgadas) o 7,9 mm (0,31 pulgadas). Lleva el nombre del águila blanca de dos cabezas en el escudo de Yugoslavia. El 23 de diciembre de 1938 se colocó su quilla, el 3 de junio de 1939 fue botado y se completó el 29 de octubre de ese año, después de que estallara la Segunda Guerra Mundial.

## Historia de servicio

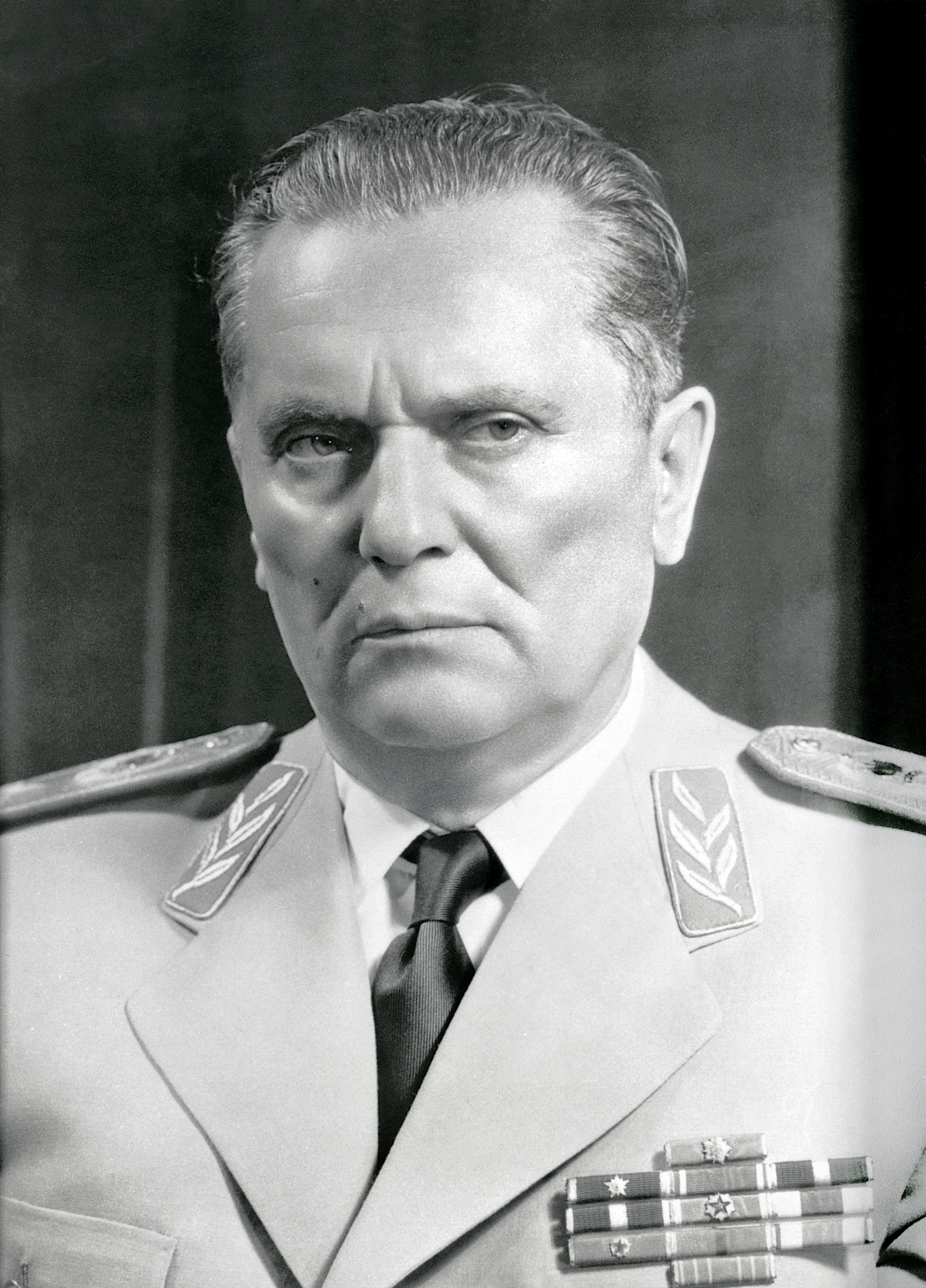
El barco fue utilizado como yate presidencial por Josip Broz Tito después de la Segunda Guerra Mundial.

Cuando se completó, Yugoslavia aún no se había involucrado en la guerra, pero fue inmediatamente puesto en servicio para reemplazar el yate del almirantazgo Vila, utilizado por almirantes de alto nivel para el transporte y para revisar los ejercicios de la flota. Esto cambió con la invasión del país del Eje liderada por los alemanes en abril de 1941. En el momento de la invasión, el Beli Orao estaba ubicado en la principal base naval, en la Bahía de Kotor. Cuando el buque insignia de esa escuadrilla, el obsoleto crucero ligero Dalmacija, recibió la tarea de participar en un ataque contra el enclave italiano de Zadar, el personal de la flota (Estado Mayor) se trasladó al Beli Orao. Después de que los italianos capturaron Kotor, al comandante en jefe, al contraalmirante Emil Domainko, que estaba a bordo del Beli Orao anclado frente a Krtole dentro de la bahía, lo convocaron para reunirse con un general italiano cuyas tropas ocupaban Kotor. El Beli Orao fue sede de las negociaciones entre el personal de la flota y la Regia Marina (Marina Real Italiana) con respecto a su rendición. A Domainko se le permitió navegar en el Beli Orao hasta Herceg Novi en la desembocadura de la bahía, pero regresó a Kotor para entregar el barco.
La Regia Marina la puso en servicio como cañonero, inicialmente como Alba (en español, Alba), aunque su nombre pronto se cambió por Zagabria (nombre italiano de Zagreb), probablemente para compensar el hecho de que el destructor yugoslavo Zagreb fue hundido por dos de sus oficiales en lugar de ser entregados. Los dos cañones de 40 mm de Zagabria fueron reemplazados por dos L / 70 de Oerlikon de 20 mm (0,8 plg). En ese momento, era una de los cañoneros más grandes operadas por los italianos. Al igual que otros similares italianos, se empleó únicamente en tareas de protección portuaria y escolta costera.
Luego, la escuela de guerra antisubmarina (ASW) en La Spezia, en el mar de Liguria, lo adjuntó y la equipó con hidrófonos para detectar submarinos. Hasta el armisticio italiano con los aliados en septiembre de 1943, la utilizaron para entrenar especialistas en ASW para el servicio en corbetas, destructores y torpederos. En el momento del armisticio, Zagabria escapó de la inminente captura alemana navegando hacia Augusta, Sicilia. El 19 de septiembre, partió hacia La Valeta en la Colonia de la Corona británica de Malta con las corbetas de clase Gabbiano Folaga y Gru, pero tuvo que regresar para llevar al almirante italiano Príncipe Aimone, duque de Aosta, a Tarento en el sur de Italia, porque los términos del armisticio no le permitieron salir del país. El 7 de diciembre de ese año, Zagabria fue devuelto por los italianos a la Marina Real Yugoslava en el exilio, y retomó el nombre de Beli Orao. Poco después de su regreso, Pedro II de Yugoslavia lo visitó en Malta cuando vivía exiliado en el Reino Unido con su gobierno.
Después de reacondicionarse en Tarento, se utilizó como buque de abasto para una flotilla de lanchas cañoneras a motor (MGB) que había sido prestada a la Marina Real Yugoslava en el exilio por la Marina Real Británica. En 1944 y 1945 estuvo anclada en Malta, donde la Marina Real británica purgó a los «realistas» restantes de la flotilla, y reemplazó a ese personal con una tripulación políticamente confiable leal a los partisanos yugoslavos liderados por el Partido Comunista Yugoslavo. La escuadrilla se basó entonces en Livorno en la costa occidental de Italia, mientras operaba en el Mar Tirreno, y llevó a cabo operaciones en el Adriático al final de la guerra, bajo el mando del comandante Konstantin Jeremić, con base en Ancona, en la costa oriental de Italia, desde el 1 de abril de 1945. A mediados de abril, cuatro MGB de la misma apoyaron la captura de la isla de Rab por parte de las tropas partisanas, pero la desconfianza permaneció entre la Armada Partisana local y los restos de la Armada Real Yugoslava en el exilio, e incluso los británicos aparentemente limitaron la información que compartirían con la misma. Continuó en servicio hasta el final de la guerra. En la era comunista de la posguerra, los historiadores yugoslavos criticaron o ignoraron las operaciones de la flotilla, y se han realizado pocas investigaciones históricas sobre el tema.
Después de la guerra pasó a llamarse Biokovo (al igual que una cadena montañosa de la actual Croacia), y en 1949 se la denominó Jadranka (forma serbocroata del gentilicio femenino del Mar Adriático), y sirvió como yate armado en la Armada Yugoslava y también como yate presidencial para Josip Broz Tito. En 1969 sirvió como barco de despacho, y fue eliminado del registro naval en 1976 o 1977, después de lo cual se construyó un nuevo Jadranka como yate presidencial. En 1978, el Jadranka original todavía estaba en servicio como yate, pero fue desguazado poco después. La campana de su barco, el timón y el escudo de armas yugoslavo que llevó durante su servicio se conservan en el Museo Marítimo de Croacia en Split.